# Ляпуни (Псковська область)
Ляпуни (рос. Ляпуны) — присілок в Опочецькому районі Псковської області Російської Федерації.
Населення становить 96 осіб. Входить до складу муніципального утворення Пригородна волость.

## Історія
Від 2015 року входить до складу муніципального утворення Пригородна волость.

## Населення
| 2001 | 2002 | 2010 | 2012 | 2013 | 2014 | 2015 |
| ---- | ---- | ---- | ---- | ---- | ---- | ---- |
| 135  | ↘122 | ↘83  | ↗113 | ↘106 | ↗107 | ↘102 |
| 2016 |      |      |      |      |      |      |
| ↘96  |      |      |      |      |      |      |